# Rodrigo Kenton
Rodrigo Antonio Kenton Johnson (Puerto Limón, 5 de março de 1955) é um ex-futebolista e treinador de futebol costarriquenho.

## Carreira
Comandou seu país em três oportunidades: 1990, 2000 e de 2006 a 2009, quando, após maus resultados nas eliminatórias para a Copa do Mundo FIFA de 2010, resolveu deixar o time.
Ele comandou  Seleção Costarriquenha de Futebol nas Olimpíadas de 2004.